# Ophiomyia nealae
Ophiomyia nealae este o specie de muște din genul Ophiomyia, familia Agromyzidae, descrisă de Mitsuhiro Sasakawa în anul 1964. Conform Catalogue of Life specia Ophiomyia nealae nu are subspecii cunoscute.